# Henry E. O'Neill
Pour les articles homonymes, voir O'Neill.
Henry Edward O'Neill , né le 10 décembre 1848  et mort le 26 mai 1925), est un officier de la Royal Navy et un explorateur britannique de l'Afrique centrale. Il est consul britannique au Mozambique.

## Biographie
O'Neill est un Fellow de la Royal Astronomical Society et de la Royal Geographical Society, ainsi que membre honoraire correspondant de la Scottish Geographical Society Il reçoit en 1882 le Prix Back (en) de la Royal Geographical Society et en 1885 la médaille d'or de la même société.
Parmi ses ouvrages publiés figurent Journey from Mozambique to Lake Shirwa, and Discovery of Lake Amaramba (« Voyage du Mozambique au lac Shirwa et découverte du lac Amaramba ») et Astronomical observations between Mozambique Coast and Lake Nyassa (« Observations astronomiques entre la côte du Mozambique et le lac Nyassa »). Le récit de sa première rencontre avec les habitants du plateau au sud de la région de Ruvuma au Mozambique, en 1882 est le premier témoignage écrit d'un explorateur européen sur la région.